# Cymopterus douglassii
Cymopterus douglassii là một loài thực vật có hoa trong họ Hoa tán. Loài này được R.L.Hartm. & Constance mô tả khoa học đầu tiên năm 1985.